# Centruroides hirsuticauda
Centruroides hirsuticauda (лат.) — вид скорпионов из рода Centruroides, обитающий в Гондурасе, и открытый в 2011 году кубинским арахнологом Роландо Теруэлем.

## Описание
Взрослые особи среднего размера (самцы 69-74 мм, самки 53-57 мм) для рода. Тело желтовато-коричневое, панцирь, тергиты I—VI, коготки педипальп, V сегмент метасомы и тельсон темно-красновато-коричневые; кили и густые грануляции по всему телу пигментированы черновато-коричневыми. Педипальпы неослабевающие и густо щетинистые, за исключением кисти; суппорт с вторичными внутренними и пальцевыми килями толстый и в основном субзернистый до гладкого у взрослого самца, тонкий и зернистый у взрослой самки; пальцы с восемью рядами гранул и сильной комбинацией базальной лопасти/выемки; трихоботрии eb и esb очень близко расположены друг к другу и располагаются у основания неподвижного пальца. Брюшко у самцов слегка оттянутое, бока субпараллельные и очень густо опушенные, сегменты II—IV с более чем 10 парами вентролатеральных щетинок, не четко дифференцированных на макро- или микрощетинки; межкаринальные промежутки II—IV сегментов полностью лишены грануляций; везикула овально-удлиненная, подглазничный шиповидный бугорок, прилегает к основанию акулеуса и направлен к его вершине. Гребешки с 27-30 зубцами у самцов и 22-26 у самок; базальная пластина без дисковой ямки. Предложенное название связано с обильным расположением брюшка, что является одним из основных диагностических признаков вида. В основном желтовато-коричневый, с карапаксом, клешнями педипальпы, тергитами I—VI, сегментом метасомы V и тельсоном темно-красновато-коричневыми, а кили и толстые гранулы всего тела пигментированы черновато-коричневыми; безупречные хелицеры; безупречные педипальпы, пальцы того же цвета, что и рука в своей основной половине и желтоватые в ее дистальной половине; желтые ноги, безупречные; тельсон с дистальной половиной акулеуса темно-коричневый; беловатые гребни; безупречная грудина. Панцирь длиннее ширины, мелкозернистый, с обильным рассеянием крупных и бугорчатых зерен; единственные определенные кили — надбровные и задние срединные, образованные грубой грануляцией. Тергиты мелко и густо зернистые, с обильными толстыми и разбросанными бугорчатыми зернышками, особенно заднелатерально. I—VI со срединным продольным килем очень сильным и со следами дополнительной пары боковых килей, обычно хорошо выраженных; VII с пятью сильно зазубренными килями. Хелицеры с типичным для семейства зубным рядом; стебель имеет полированный и блестящий покров. Педипальпы ортобо-триотаксические А-α, трихоботрии eb и esb очень близко друг к другу и расположены в базальной части неподвижного пальца; бедра очень густо опушены и со всеми килями от сильно зернистых до зубчатых, межкаринальные промежутки мелко и густо зернистые; надколенник густоволосистый и со всеми килями зернистый, межкаринальные промежутки очень мелкие и густо зернистые; рука заметно шире надколенника, слегка удлиненная и овальной формы, редко опушенная, со всеми килями, толстыми и большей частью от субзернистых до гладких (особенно внутренние вторичные и пальцевые, которые очень широкие), внутренняя поверхность с разбросанными средними и крупными зернышками; пальцы густо щетинистые (хотя щетинки короче, чем на бедре и надколеннике), с сильным сочетанием базальных лопастей и выемок, с восемью основными рядами зерен и многочисленными наружными и внутренними добавочными зернышками. Гребни с 27/27 зубцами, базальная пластинка шире длины, со слабовыпуклым задним краем. Стерниты полированные, с многочисленными рассеянными щетинками; V без точек, с рудиментарной полировкой и прямым задним краем; VII полированный до мелкозернистого, с четырьмя длинными, крепкими и практически гладкими килями. Метасома (е-з) слабо оттянутая, с субпараллельными сторонами и очень густо гирсутизированная (сегменты II—IV с более чем 10 парами вентролатеральных щетинок одинакового размера, не дифференцированных на микро- и макрощетинки). I сегмент с десятью килями, II—IV с восемью, V с пятью; дорсолатеральные кили от сильно зазубренных до субпильчатых на I сегменте, от сильно субпильчатых до зубчатых на II—III, сильно зубчатых на IV (гранулы широко расставлены и перпендикулярны длинной оси сегмента) и отсутствуют на V; супрамедиальные боковые кили от сильно зазубренных до субпильчатых в I—II, сильно субпильчатые в III, от умеренно субпильчатых до зернистых в IV и гладкие до рудиментарных в V; латеральный межрамочный киль сильно зазубрен на I и отсутствует на остальных сегментах (на него лишь намекают 2-3 дистальные зернышки на II); вентролатеральные кили сильно субзубчатые до субкренулированных в I—IV и умеренно кренулированные в V; субмедианные вентральные кили умеренно зазубренные на I—II, сильно зазубренные на II—IV и отмечены только неравномерной грануляцией на базальной половине V; вентральный киль V сегмента полный и от умеренно субпильчатого до субкренулированного; межкаринальные промежутки кожистые и полностью лишены зернистости, за исключением сегментов I и V, где они представлены отдельными разбросанными зернышками; дорсальная поверхность V сегмента со слабым субтреугольным вдавлением в его дистальной трети. Тельсон овальный и слегка удлиненный, с умеренно развитыми латеро-дистальными лопастями; везикула с очень слабовыпуклой дорсальной поверхностью и кожистым покровом, полностью лишенная зерен; подглазничный бугорок крупный, шиповидный, изогнут вниз, прилегает к основанию жала и направлен к вершине жала; жало длинное и сильно изогнутое.

### Самка
Самка сходна с самцом по окраске и общей морфологии, но отличается по следующим признакам:
- Меньшими размерами
- Окраска в целом более контрастная, со следами каштановых пятен на педипальпах и ногах и вообще с желтоватой полосой средней длины на тергитах
- Пропорционально более широкая мезосома с выпуклыми сторонами, с менее выраженной грануляцией
- Метасома пропорционально короче и крепче, все кили более зернистые (особенно в сегменте V)
- Педипальпы пропорционально короче, с меньшими и тонкими клешнями и более тонкими и зернистыми килями.
- Отсутствие половых сосочков
- Пропорционально меньшие гребневидные ораны с меньшим количеством зубьев, которые короче и тоньше
- Гребенчатая базальная пластинка крупнее и со следами широкого, но очень неглубокого дискального углубления.

### Вариация
Размеры тела взрослых особей колеблются от 69,4 до 74,1 мм у самцов и от 53,2 до 56,9 мм у самок. Разница между взрослыми особями одного пола незначительна и может указывать на то, что они принадлежат к одному размерному классу. Молодые особи имеют очень густой коричневый цвет и неравномерно окрашены в темно-коричневый цвет по всему телу и придаткам, так что невооруженным глазом они выглядят в основном черноватыми. Число гребешковых зубов у паратипов 30/28 у самцов и 24/25 и 25/26 у самок. Среди пяти молодых особей (все самки) у детенышей из Ла-Росы гребенчатые зубы 22/24, 24/25 и 25/25, а у детенышей из Лас-Делисиас — 25/24 и 25/2.

### Сравнения
C. hirsuticauda относится к группе видов «margaritatus» из-за уменьшенных размеров имаго и преувеличенного развития вентролатерального расположения брюшка, плохо дифференцированного на макро- и микрощетинки (главным образом потому, что последние значительно длиннее, чем обычный). Второй признак очень заметен даже невооруженным глазом и позволяет отделить его от других изученных представителей рода. Двумя видами, морфологически наиболее близкими к нему, являются Centruroides fallassisimus и C. margaritatus, фактически до сих пор его путали с последним . Но обоих можно легко отличить от C. hirsuticauda судя по двум признакам, обсуждавшимся в предыдущем абзаце (вентролатеральное расположение), метасома состоит из 4-5 пар длинных макрощетинок плюс несколько пар мелких микрощетинок, а взрослые особи обычно крупнее: самцы 64-114 мм, самки 60-103 мм) и, в-третьих, столь же примечательно: в интеркаринальных пространствах брюшка имеется обильная грануляция, разбросанная по всем сегментам. Кроме того, у обоих полов C. margaritatus клешни очень густо мохнатые (особенно с обеих сторон внутреннего киля [= внутренний край]), в то время как у самок руки очень утолщены с внутренними вторичными килями, а наперстянка от грубозернистой до гладкой. С другой стороны, у самцов C. fallassisimus более тонкие и более зернистые вторичные внутренние и пальцевые кили кисти на всем ее протяжении, а также большее затухание педипальп (отношение длины к ширине бедренной кости = 4,56- 4,61, от надколенника = 3,21-3,38 и кисти = 1,71-1,94 против 3,58-4,06, 3,00-3,09 и 3,90-3,96 соответственно) и метасомы (отношение длины к ширине сегмента I = 1,81-1,92 и сегмента II = 2,29-2,43 против 1,71-1,73 и 2,23-2,24 соответственно).

## Биология
Этот вид известен только с карибского склона Гондураса, в долинах рек Комаягуа и Агуан (центр-север страны). По данным мечения, имеющиеся экземпляры этого вида были отловлены в разных условиях: на лесной подстилке при ночном обнаружении с ультрафиолетовым светом (Комаягуа), внутри жилых домов (Комаягуа, Лас-Делисиас) и под корой (Ла Пинк). Взрослая самка, отловленная в сентябре 1990 г., несла помет из семи нимф I, а другая (от июля того же года) имеет очень вздутое брюшко с явными признаками поздней беременности.